# Casa de W.S. Blackwell
La Casa W.S. Blackwell es una residencia histórica ubicada en el 211 Ft. de Dale Street en Greenville, Alabama, Estados Unidos. La casa fue construida alrededor de 1930, en un terreno anteriormente ocupado por la casa del suegro de W.S. Blackwell, que se quemó en la década de 1920.

## Descripción e historia
La casa de ladrillo de dos pisos en estilo neotudor fue diseñada por el arquitecto de Montgomery, Frank Lockwood, Jr., hijo del renombrado arquitecto Frank Lockwood. El hastial tiene un frontón saliente de entramado de madera con una gran ventana de múltiples luces en el segundo piso, sobre la entrada principal con un marco y un arco de terracota. En ambos lados de la entrada hay ventanas abatibles con arcos decorativos de ladrillo de estilo soldado en la planta baja y ventanas con buhardillas en el segundo piso. El interior también cuenta con detalles de estilo Tudor, que incluyen una repisa de chimenea arqueada de mármol en la sala de estar y una barandilla de escalera de hierro fundido con balaustres en espiral.
La casa fue incluida en el Registro Nacional de Lugares Históricos el 4 de septiembre de 1986.